# Arquitectura Micro Channel
L'arquitectura Micro Channel, o el bus Micro Channel, és un bus d'ordinador paral·lel de 16 o 32 bits propi introduït per IBM el 1987 que es va utilitzar en PS/2 i altres ordinadors fins a mitjans dels anys noranta. El seu nom s'abreuja habitualment com a " MCA ", encara que no per IBM. En els productes d'IBM, va substituir el bus ISA i posteriorment va ser substituït per l'arquitectura de bus PCI.

## Rerefons
El desenvolupament de Micro Channel va ser impulsat per pressions tant tècniques com empresarials.

### Tecnologia
El bus AT d'IBM, que més tard es va conèixer com el bus Industry Standard Architecture (ISA), tenia diverses limitacions tècniques de disseny, incloses:
- Una velocitat d'autobús lenta.

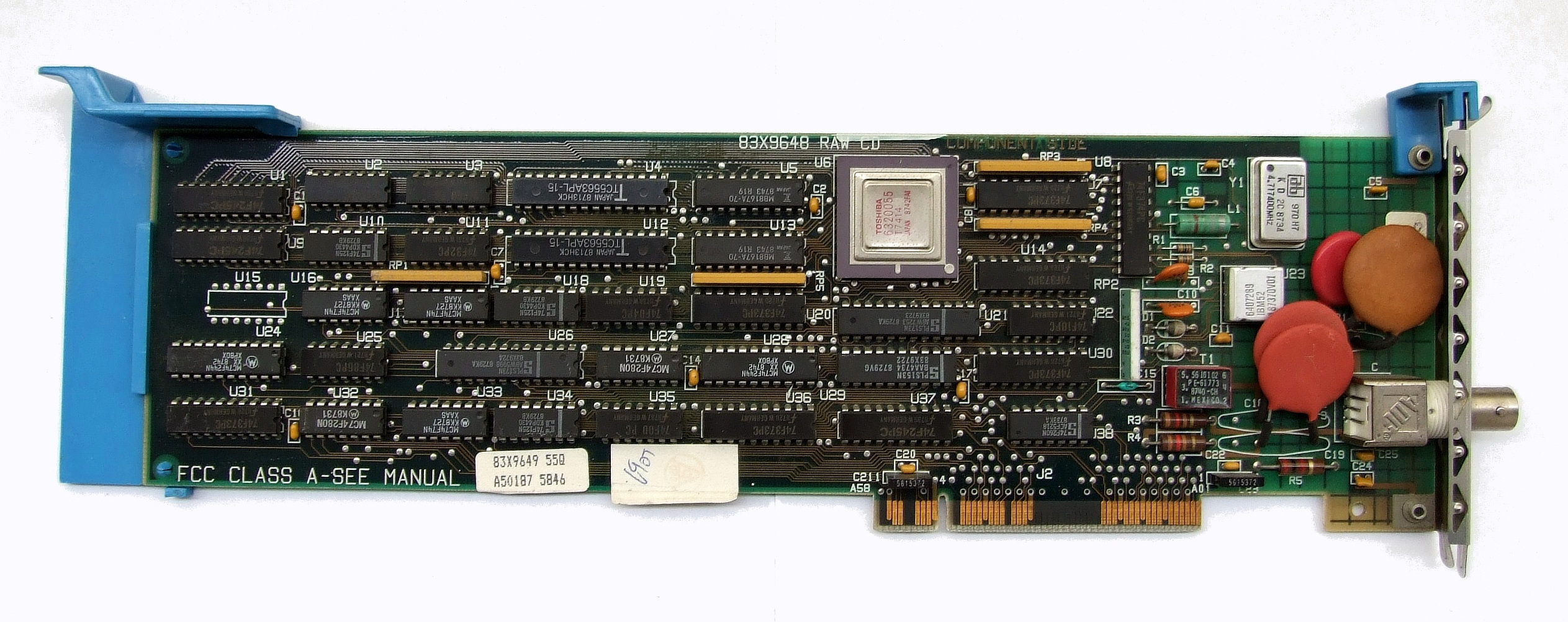
Targeta d'interfície de xarxa IBM 83X9648 de 16 bits

- Un nombre limitat d'interrupcions, fixades al maquinari.
- Un nombre limitat d'adreces de dispositius d'E/S, també fixades al maquinari.
- Configuració complexa i cablejada sense resolució de conflictes.
- Enllaços profunds a l'arquitectura de la família de xips 80x86

A més, va patir altres problemes:
- Pobre connexió a terra i distribució d'energia.
- Estàndards d'interfície de bus no documentats que variaven entre sistemes i fabricants.

Aquestes limitacions es van fer més greus a mesura que creixia la gamma de tasques i perifèrics, i el nombre de fabricants de compatibles amb PC IBM. IBM ja estava investigant l'ús de processadors RISC a les màquines d'escriptori i, en teoria, podria estalviar diners considerables si es pogués utilitzar un únic bus ben documentat a tota la seva línia d'ordinadors.

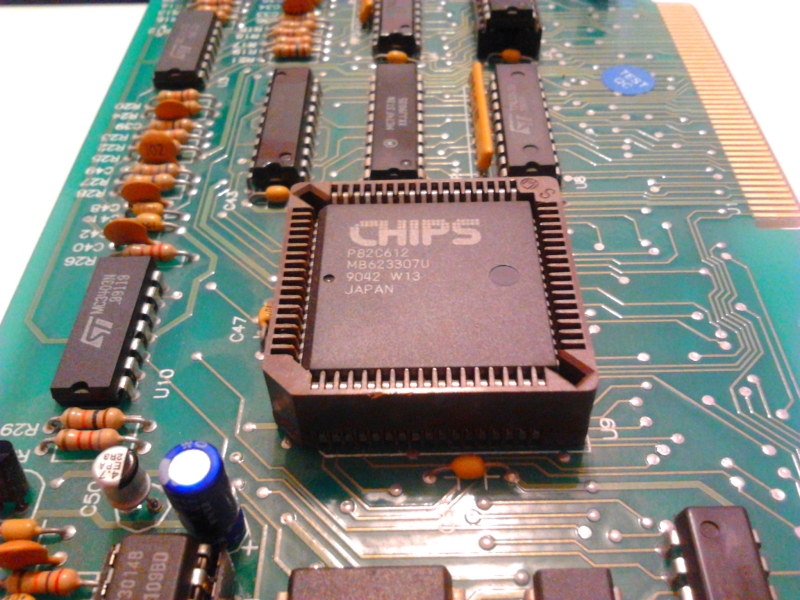
XIPS P82C612 en un paquet PLCC

## Disseny
L'arquitectura Micro Channel va ser dissenyada per l'enginyer Chet Heath. Moltes de les targetes Micro Channel que es van desenvolupar utilitzaven el controlador d'interfície CHIPS P82C612 MCA; permetent que les implementacions de MCA siguin molt més fàcils.

### Visió general
El Micro Channel era principalment un bus de 32 bits, però el sistema també admetia un mode de 16 bits dissenyat per reduir el cost dels connectors i la lògica en màquines basades en Intel com l'IBM PS/2.
La situació mai va ser tan senzilla, però, ja que tant les versions de 32 bits com les de 16 bits tenien inicialment una sèrie de connectors opcionals addicionals per a targetes de memòria que van donar lloc a un gran nombre de targetes físicament incompatibles per a la memòria connectada al bus. Amb el temps, la memòria es va traslladar al bus local de la CPU, eliminant així el problema. D'altra banda, la qualitat del senyal es va millorar molt a mesura que Micro Channel va afegir pins de terra i d'alimentació i va disposar els pins per minimitzar les interferències; una terra o un subministrament es trobava així a 3 pins de cada senyal.
Es va incloure una altra extensió de connector per a targetes gràfiques. Aquesta extensió es va utilitzar per a la sortida analògica de la targeta de vídeo, que després es va encaminar a través de la placa del sistema a la sortida del monitor del propi sistema. L'avantatge d'això era que les plaques del sistema Micro Channel podien tenir un sistema gràfic bàsic VGA o MCGA a bord, i els gràfics de nivell superior (XGA o altres targetes d'acceleració) podien compartir el mateix port. Aleshores, les targetes complementàries van poder estar lliures dels modes VGA "heretats", fent ús del sistema de gràfics integrat quan fos necessari i permetent un únic connector de la placa del sistema per als gràfics que es podien actualitzar.